# Liga del Norte de Coahuila 2024
La Temporada 2024 de la Liga del Norte de Coahuila es la edición número 55 de la tercera etapa de este circuito. Tuvo como inicio el 14 de abril. 
Para este año hubo un incremento en el número de equipos de 8 a 10 respecto a la temporada anterior, los equipos de Bravos de Sabinas y Mets de Cloete dejaron de participar en esta edición, en su lugar participan los Bisontes de Saltillo quienes son sucursal de Sultanes de Monterrey, Mineros de Nueva Rosita, los Acereros de Monclova y los Mets de Sabinas, estos últimos serán sucursales de los Acereros de Monclova y Saraperos de Saltillo respectivamente.   El resto de los equipos se mantienen.
Los Barreteros de Barroterán se coronaron campeones cuando la Serie Final se encontraba 2 juegos a 2, debido a que el equipo de Acereros de Monclova no pudo continuar participando por conflictos en las fechas con el calendario de trabajo de sus prospectos.

## Equipos participantes
| Liga del Norte de Coahuila 2024 |                           |                        |
| Equipo                          | Mánager                   | Sede                   |
| Acereros de Monclova            | Domingo Castro            | Monclova, Coahuila     |
| Agricultores de Morelos         | Javier Villasana Ramírez  | Morelos, Coahuila      |
| Barreteros de Barroterán        | Federico Viera Saldívar   | Barroterán, Coahuila   |
| Bisontes de Saltillo            | Carlos Huerta González    | Saltillo, Coahuila     |
| Carboneros de Nava              | Javier Medina Garza       | Nava, Coahuila         |
| Halcones de CEUC Monclova       | Héctor Zacatillo Guerrero | Monclova, Coahuila     |
| Lobos de Nava                   | Ramón Gallardo            | Nava, Coahuila         |
| Mets de Sabinas                 | José Cumpian              | Sabinas, Coahuila      |
| Mineros de Nueva Rosita         | Ángel Rendón Rangel       | Nueva Rosita, Coahuila |
| Tuzos de Palaú                  | Roberto Villarreal        | Palaú, Coahuila        |

## Posiciones
- Actualizadas las posiciones al 21 de julio de 2024.

| Liga del Norte de Coahuila | Liga del Norte de Coahuila | Liga del Norte de Coahuila | Liga del Norte de Coahuila | Liga del Norte de Coahuila |
| Equipo                     | JG                         | JP                         | PCT                        | JV                         |
| -------------------------- | -------------------------- | -------------------------- | -------------------------- | -------------------------- |
| Acereros                   | 17                         | 9                          | .654                       | -                          |
| Nava                       | 17                         | 9                          | .654                       | -                          |
| Morelos                    | 16                         | 10                         | .615                       | 1.0                        |
| Barroterán                 | 16                         | 10                         | .615                       | 1.0                        |
| Sabinas                    | 15                         | 10                         | .600                       | 1.5                        |
| Nueva Rosita               | 14                         | 10                         | .583                       | 2.0                        |
| Saltillo                   | 12                         | 14                         | .461                       | 5.0                        |
| Lobos                      | 11                         | 15                         | .423                       | 6.0                        |
| Monclova                   | 7                          | 18                         | .280                       | 10.0                       |
| Palaú                      | 2                          | 22                         | .083                       | 14.0                       |

| Clasificado a los playoffs |

## Playoffs
|  | Primer Playoff | Primer Playoff | Primer Playoff |          |   | Semifinales | Semifinales | Semifinales |  |   | Final         | Final | Final |  |
|  |                |                |                |          |   |             |             |             |  |   |               |       |       |  |
|  |                |                |                |          |   |             |             |             |  |   |               |       |       |  |
|  | 4              | Barroterán     | 3              |          |   |             |             |             |  |   |               |       |       |  |
|  | 4              | Barroterán     | 3              |          |   |             |             |             |  |   |               |       |       |  |
|  | 3              | Morelos        | 0              |          |   |             |             |             |  |   |               |       |       |  |
|  | 3              | Morelos        | 0              |          | 4 | Barroterán  | 3           |             |  |   |               |       |       |  |
|  |                |                |                |          | 4 | Barroterán  | 3           |             |  |   |               |       |       |  |
|  |                |                | 5              | Sabinas  | 0 |             |             |             |  |   |               |       |       |  |
|  | 5              | Sabinas        | 5              | Sabinas  | 0 | 3           |             |             |  |   |               |       |       |  |
|  | 5              | Sabinas        |                |          |   |             |             |             |  |   |               |       |       |  |
|  | 2              | Nava           | 2              |          |   |             |             |             |  |   |               |       |       |  |
|  | 2              | Nava           | 2              |          |   |             |             |             |  | 4 | Barroterán(1) | 2     |       |  |
|  |                |                |                |          |   |             |             |             |  | 4 | Barroterán(1) | 2     |       |  |
|  |                |                | 1              | Acereros | 2 |             |             |             |  |   |               |       |       |  |
|  |                |                | 1              | Acereros | 2 |             |             |             |  |   |               |       |       |  |
|  |                |                |                |          |   |             |             |             |  |   |               |       |       |  |
|  |                |                |                |          |   |             |             |             |  |   |               |       |       |  |
|  |                | 6              | Nueva Rosita   | 0        |   |             |             |             |  |   |               |       |       |  |
|  |                |                |                | 0        |   |             |             |             |  |   |               |       |       |  |
|  |                |                | 1              | Acereros | 3 |             |             |             |  |   |               |       |       |  |
|  | 6              | Nueva Rosita   | 1              | Acereros | 3 | 2           |             |             |  |   |               |       |       |  |
|  | 6              | Nueva Rosita   |                |          |   |             |             |             |  |   |               |       |       |  |
|  | 1              | Acereros       | 3              |          |   |             |             |             |  |   |               |       |       |  |
|  | 1              | Acereros       | 3              |          |   |             |             |             |  |   |               |       |       |  |
|  |                |                |                |          |   |             |             |             |  |   |               |       |       |  |

1 El equipo de Barreteros se proclamó campeón debido a que el equipo de Acereros no pudo continuar jugando la final cuando se encontraba la serie 2 juegos a 2.